# Partit Sard d'Acció
El Partit Sard d'Acció (en sard: Partidu Sardu, en italià: Partito Sardo d'Azione) és un partit polític independentista sard, fundat el 1920 per Davide Cova, Emilio Lussu i altres veterans de la Brigada Sàsser. A nivell de la política italiana, col·labora amb les forces de centreesquerra, i a nivell europeu s'adherí a l'Aliança Lliure Europea. Des del 2006 col·labora amb la Lliga Nord i el Moviment per l'Autonomia en la creació del projecte Pacte per l'Autonomia’, que vol aplegar els principals moviments autonomistes d'arreu d'Itàlia.

## Història
A començaments del segle XX un grup de joves sardistes de Càller, particularment Attilio Deffenu i Davide Cova, consideraren que Sardenya havia d'obtenir l'autonomia per a sortir de la pobresa i fundaren el diari Sardegna, des d'on denunciaren la política contrària al desenvolupament, inspiració mazziniana i basat en l'educació, l'acció, descobriment de les arrels i conquesta dels drets humans.
Durant la Primera Guerra Mundial Davide Cova fundà el diari Il Popolo Sardo i el 1919 Il Solco, òrgan del nou partit fundat oficialment l'abril de 1921 a Oristany, amb Emilio Lussu i altres antics brigadistes. El 1923, però, molts sardistes confluïren en el Partit Nacional Feixista, i el PSAZ fou suspès. Il Solco continuà imprimint-se clandestinament.
Durant els anys 40, a la caiguda del feixisme, Lussu va celebrar el primer congrés del partit al Cinema Arborea d'Oristany el 1944, però ell es va dissociar immediatament del moviment autonomista. Per Cova, mort alguns anys després, fou un error que el maig de 1947 provocà l'escissió del partit. Durant un temps la Lega Sarda de Bastià Pirisi intentà atraure el PSAZ al seu projecte independentista, però Lussu el rebutjà per considerar-lo filofeixista. El 1948 es va escindir per fundar el Partit Sard d'Acció Socialista, que posteriorment es va integrar en el Partit Socialista Italià.
Durant la postguerra va obtenir un cert ressò electoral (vora el 10% dels vots) i entrà al Consell Regional de Sardenya en aliança amb la Democràcia Cristiana Italiana, que dominava la política local. Durant els anys 70, però, canvià l'aliança amb el Partit Comunista Italià.
En el Congrés de Porto Torres de 1981 es varià l'article 1 de l'estatut del partit, afegint que l'objectiu del partit a llarg termini era la independència de Sardenya. Això i les noves onades independentistes i autonomistes que recorrien l'illa li donaren un nou èxit electoral. Van obtenir 13% a les eleccions regionals de Sardenya de 1984, dels quals el 20% a Oristany i el 30% a Càller (el més votat). L'exponent més prestigiós del partit, l'advocat d'Oliena, Mario Melis fou diputat i president de la Junta regional de Sardenya, i es va mantenir fins al 1989 amb aliança amb el PSDI, PRI, PCI i PSI.
A les eleccions regionals de Sardenya de 1989 el PSDAZ va perdre vots i caigué al voltant del 10%. Des d'aleshores ha perdut gradualment vots i ha esdevingut una força minoritària, tot i que sovint decisiva. Així participà en el govern de centreesquerra amb 4consellers regionals, que va aprovar entre 1994 i 1996 les lleis sobre la tutela i protecció de la llengua sarda, sobre la bandera sarda, com a element d'unió del poble sard, gràcies als secretaris nacionals del període, Cecilia Contu (fins a 1995) i Lorenzo Palermo (fins al 1997). Mercè a un pacte entre Romano Prodi i Palermo, a les eleccions legislatives italianes de 1996 el president del partit, Franco Meloni, fou escollit senador.
La crisi del govern de centreesquerra ha provocat una forta agitació interna en el partit, resolta en el Congrés de Sàsser de 2000, que va escollir Lorenzo Palermo president i Giacomo Sanna secretari. Tanmateix, restà exclòs un temps del joc polític degut a la seva aliança amb el centredreta a les eleccions regionals de Sardenya de 1999, a les estatals de 2001 i a les regionals de 2004, que donaren força a Renato Soru, president de Tiscali i cap del centresesquerra. Darrerament, un apropament de Soru a les tesis originàries del partit els ha fet entrar novament al joc polític. A les eleccions provincials de 2005, després de la nova divisió en 8 províncies, després d'un acord exclusivament electoral amb L'Ulivo, van obtenir 47.000 vots (5,5%), principalment a Oristany i Nuoro.
A les eleccions legislatives de 2006 es van presentar amb la Lliga Nord i MPA sota el Pacte per l'Autonomia, però al senat es presentaren en solitari. En el darrer congrés nacional fou elegit president Giacomo Sanna i secretari Efisio Trincas.

## Resultats electorals

### Consell Regional de Sardenya
| Any  | Líder                   | Vots                | %                   | Escons  | +/– |
| ---- | ----------------------- | ------------------- | ------------------- | ------- | --- |
| 1949 | Piero Soggiu            | 60,525              | 10.4                | 7 / 60  | Nou |
| 1953 | Giovanni Battista Melis | 43,215              | 7.0                 | 4 / 65  | 3   |
| 1957 | Pietro Mastino          | 40,214              | 6.0                 | 5 / 70  | 1   |
| 1961 | Giovanni Battista Melis | Coalició PSd'Az-PRI | Coalició PSd'Az-PRI | 5 / 72  | =   |
| 1965 | Giovanni Battista Melis | Coalició PSd'Az-PRI | Coalició PSd'Az-PRI | 5 / 72  | =   |
| 1969 | Giovanni Battista Melis | 33,220              | 4.4                 | 3 / 74  | 2   |
| 1974 | Michele Columbu         | 24,780              | 3.1                 | 1 / 75  | 2   |
| 1979 | Carlo Sanna             | 30,238              | 3.3                 | 3 / 80  | 2   |
| 1984 | Carlo Sanna             | 136,720             | 13.8                | 12 / 81 | 9   |
| 1989 | Carlo Sanna             | 128,025             | 12.4                | 10 / 80 | 2   |
| 1994 | Giancarlo Acciaro       | 47,000              | 5.1                 | 4 / 64  | 6   |
| 1999 | Antonio Delitala        | 38,422              | 4.5                 | 3 / 64  | 1   |
| 2004 | Giacomo Sanna           | 32,859              | 3.9                 | 3 / 85  | =   |
| 2009 | Giovanni Colli          | 35,428              | 4.3                 | 4 / 80  | 1   |
| 2014 | Giovanni Colli          | 31,886              | 4.7                 | 3 / 60  | 1   |
| 2019 | Christian Solinas       | 69,964              | 9.9                 | 8 / 60  | 5   |
| 2024 | Christian Solinas       | 37,341              | 5.4                 | 3 / 60  | 6   |

### Parlament italià
| Any  | Líder                   | Vots                   | %                 | Diputats | +/– | Vots                    | %                 | Senadors | +/- |
| ---- | ----------------------- | ---------------------- | ----------------- | -------- | --- | ----------------------- | ----------------- | -------- | --- |
| 1921 | Camillo Bellieni        | 35,108                 | 0.53              | 4 / 535  | Nou |                         |                   |          |     |
| 1924 | Salvatore Sale          | 24,059                 | 0.34              | 2 / 535  | 2   |                         |                   |          |     |
| 1946 | Giovanni Battista Melis | 78,554                 | 0.34              | 2 / 556  | =   |                         |                   |          |     |
| 1948 | Giovanni Battista Melis | 61,928                 | 0.24              | 1 / 574  | 1   | 65,743                  | 0.29              | 1 / 237  | Nou |
| 1953 | Giovanni Battista Melis | 27,231                 | 0.10              | 0 / 590  | =   | 34,484                  | 0.14              | 0 / 237  | 1   |
| 1958 | Giovanni Battista Melis | 173,227 (amb MC–PCd'I) | 0.59              | 0 / 596  | =   | 45,952                  | 0.18              | 0 / 246  | =   |
| 1963 | Giovanni Battista Melis |                        |                   |          |     | 34,954                  | 0.13              | 0 / 315  | =   |
| 1968 | Giovanni Battista Melis | 27,228                 | 0.09              | 0 / 630  | =   | 25,891                  | 0.09              | 0 / 315  | =   |
| 1972 |                         |                        |                   |          |     | 189,534 (amb PCI–PSIUP) | 0.63              | 0 / 315  | =   |
| 1979 | Carlo Sanna             | 17,673                 | 0.05              | 0 / 630  | =   | 15,766                  | 0.05              | 0 / 315  | =   |
| 1983 | Carlo Sanna             | 91,923                 | 0.25              | 1 / 630  | 1   | 76,797                  | 0.25              | 1 / 315  | 1   |
| 1987 | Carlo Sanna             | 169,978                | 0.44              | 2 / 630  | 1   | 124,266                 | 0.38              | 1 / 315  | =   |
| 1992 | Giorgio Ladu            | 154,621 (amb Fed.)     | 0.39              | 1 / 630  | 1   | 174,713 (amb Fed.)      | 0.52              | 0 / 315  | 1   |
| 1994 |                         |                        |                   |          |     | 88,225                  | 0.27              | 0 / 315  | =   |
| 1996 | Lorenzo Palermo         | 38,002                 | 0.10              | 0 / 630  | 1   | 421,331 (amb L'Ulivo)   | 1.19              | 1 / 315  | 1   |
| 2001 | Giacomo Sanna           | 34,412 (amb SN)        | 0.09              | 0 / 630  | =   | 32,822 (amb SN)         | 32,822 (amb SN)   | 0 / 315  | 1   |
| 2006 | Giacomo Sanna           | Dins LN–MpA            | Dins LN–MpA       | 0 / 630  | =   | 16,733                  | 0.06              | 0 / 315  | =   |
| 2008 | Efisio Trincas          | 14,856                 | 0.04              | 0 / 630  | =   | 15,292                  | 0.05              | 0 / 315  | =   |
| 2013 | Giovanni Colli          | 18,585                 | 0.05              | 0 / 630  | =   | 18,602                  | 0.06              | 0 / 315  | =   |
| 2018 | Christian Solinas       | Dins la Lega Nord      | Dins la Lega Nord | 0 / 630  | =   | Dins la Lega Nord       | Dins la Lega Nord | 1 / 315  | 1   |
| 2022 | Christian Solinas       | Dins la Lega           | Dins la Lega      | 0 / 315  | =   | Dins la Lega            | Dins la Lega      | 0 / 315  | 1   |

### Parlament Europeu
| Any  | Líder                | Vots                 | %                    | Escons               | +/–                  | Grup |
| ---- | -------------------- | -------------------- | -------------------- | -------------------- | -------------------- | ---- |
| 1984 | Carlo Sanna          | Dins de FED          | Dins de FED          | 1 / 81               | Nou                  | RBW  |
| 1989 | Carlo Sanna          | Dins de FED          | Dins de FED          | 1 / 87               | =                    | RBW  |
| 1994 | No hi van participar | No hi van participar | No hi van participar | No hi van participar | No hi van participar | –    |
| 1999 | Antonio Delitala     | 61,185 (21è)         | 0.2                  | 0 / 87               | =                    | –    |
| 2004 | Giacomo Sanna        | 159,098 (18è)        | 0.49                 | 0 / 78               | =                    | –    |
| 2009 | No hi van participar | No hi van participar | No hi van participar | No hi van participar | No hi van participar | –    |
| 2014 | Christian Solinas    | Dins la Lega Nord    | Dins la Lega Nord    | 0 / 73               | =                    | –    |
| 2019 | Christian Solinas    | Dins la Lega         | Dins la Lega         | 0 / 76               | =                    | –    |
| 2024 | Christian Solinas    | Dins la Lega         | Dins la Lega         | 0 / 76               | =                    | –    |

## Congressos
- I Congrés Nacional - Oristany, 16-17 d'abril de 1921
- II Congrés Nacional - Oristany, 29 de gener de 1922;
- III Congrés Nacional - Nùgoro, 28-29 d'octubre de 1922;
- IV Congrés Nacional - Macomer, 4 de març de 1923;
- V Congrés Nacional - Macomer, 27 de novembre de 1925;
- VI Congrés Nacional - Macomer, 29-30 de juliol de 1944;
- VII Congrés Nacional - Oristany, 17-18 de març de 1945;
- VIII Congrés Nacional - Càller, 12-13 d'abril de 1947;
- IX Congrés Nacional - Càller, 3-4 de juliol de 1948
- X Congrés Nacional - Oristany, 18-19 de març de 1951;
- XI Congrés Nacional - Oristany, 7-8 de novembre de 1953;
- XII Congrés Nacional - Càller, 6-7 d'abril de 1957;
- XIII Congrés Nacional - Càller, 25 de setembre de 1960;
- XIV Congrés Nacional -
- XV Congrés Nacional -
- XVI Congrés Nacional - Càller, 24-25 de febrer de 1968;
- XVII Congrés Nacional - Càller, 15-16 de febrer de 1974;
- XVIII Congrés Nacional - Oristany, 13 de juny de 1976;
- XIX Congrés Nacional – Oristany, 2-3 de febrer de 1979
- XX Congrés Nacional - Port de Torres, 5-6 de desembre de 1981
- XXI Congrés Nacional - Carbònia, 5-6 de maig de 1984
- XXII Congrés Nacional - Càller, 28 febrer-2 març de 1986
- XXIII Congrés Nacional - Villasimius, 8-9 de desembre de 1989
- XXIV Congrés Nacional - Nùgoro, 8 de desembre de 1992
- XXV Congrés Nacional - Càller, 18 de desembre de 1993
- XXVI Congrés Nacional - Baia di Chia - Domus de Maria (CA), 11-12 de març de 1995;
- XXVII Congrés Nacional - L'Alguer, 6-8 de juny de 1997;
- XXVIII Congrés Nacional -  Sàsser, 2-3 de juliol de 2000;
- XXIX Congrés Nacional - Oristany (OR), 13-14 de novembre de 2004
- XXX Congrés Nacional - Oristany(OR), 1-2 de desembre de 2006;
- XXXI Congrés Nacional - Oristany(OR), 14-15 de novembre de 2009;
- XXXII Congrés Nacional - Càller, 13-14 d'octubre de  2012;
- XXXIII Congrés Nacional - Oristany (OR), 24-25 d'octubre de 2015;
- XXXIV Congrés Nacional - Càller, 23-24-25 de novembre de 2018;
- XXXV Congrés Nacional - Oristany (OR), 17-20-21 d'abril de 2024;

## Secretari
- Michele Columbu
- Carlo Sanna 2/2/79- 13/07/90
- Efisio Pilleri 14/07/90-28/06/91
- Giorgio Ladu 29/06/91-5/06/92
- Italo Ortu 6/06/92-15/04/94
- Giancarlo Acciaro 16/04/94-27/04/94
- Cecilia Contu 28/04/94-16/12/95
- Lorenzo Palermo 16/12/95-13/07/97
- Antonio Delitala 13/07/97-07/02/99
- Franco Meloni 7/02/99- juliol 2000
- Giacomo Sanna, juliol 2000
- Efisio Trincas